# Kathedrale von Sarlat

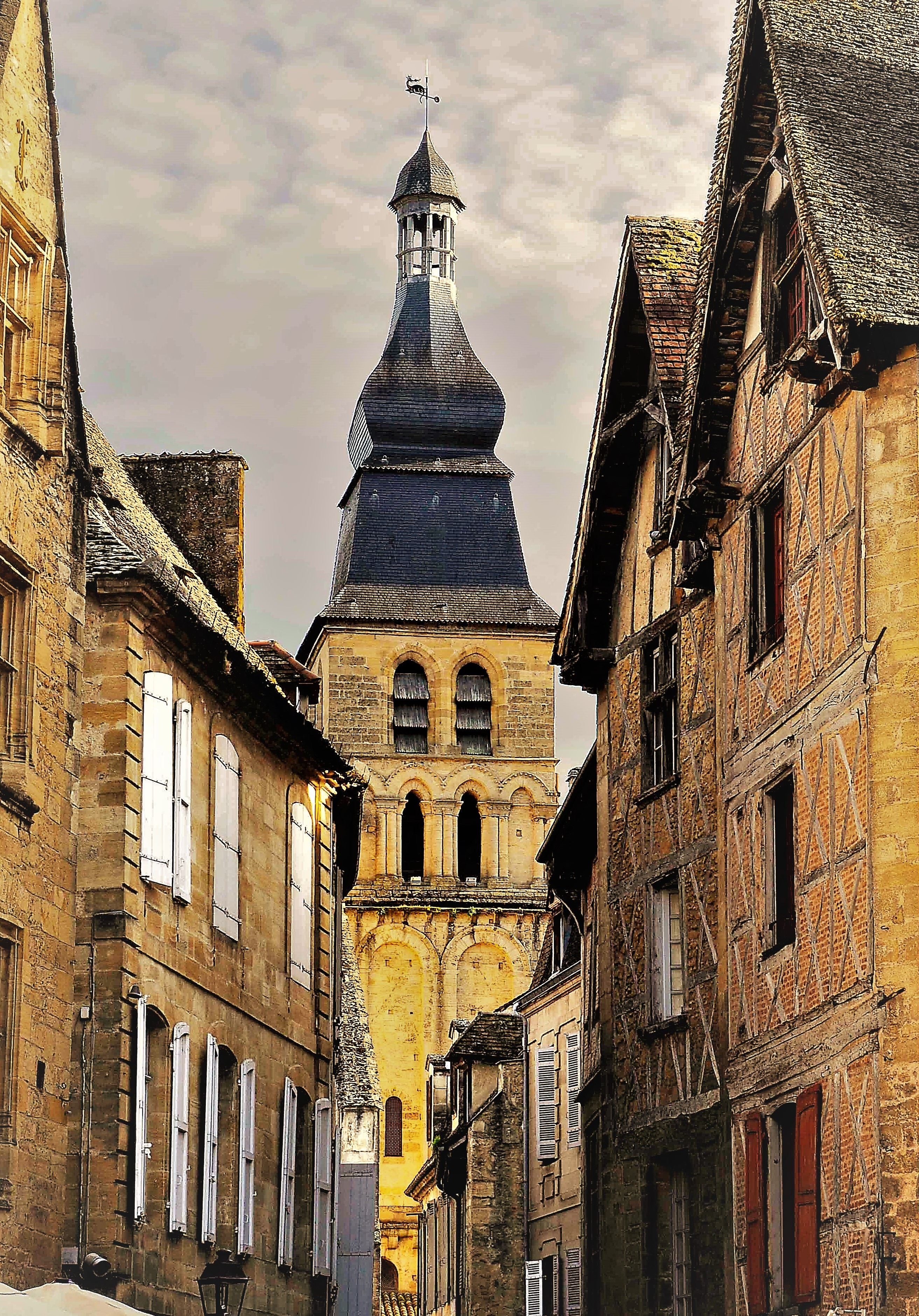
Glockenturm der ehemaligen Kathedrale von Sarlat

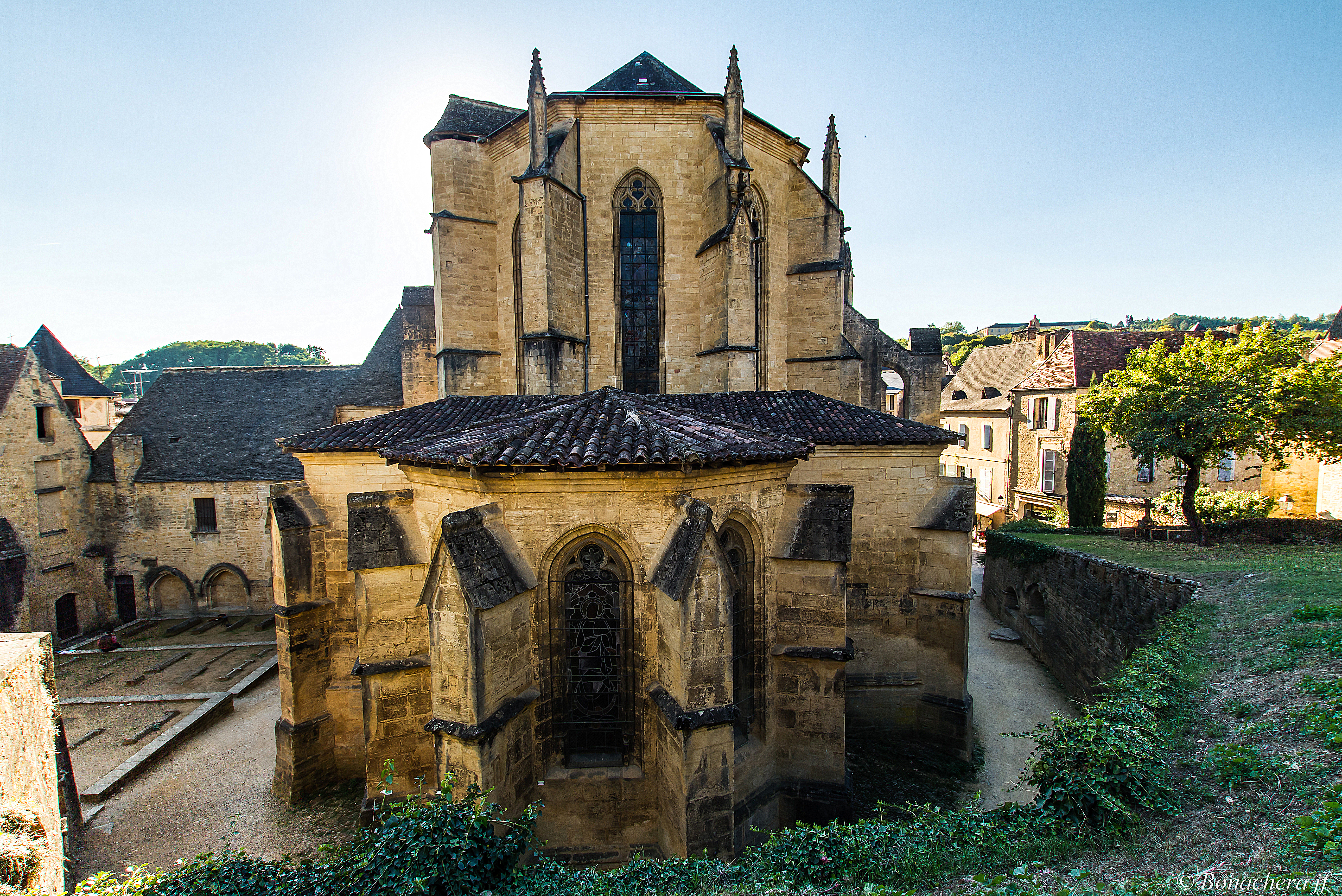
Chor von außen

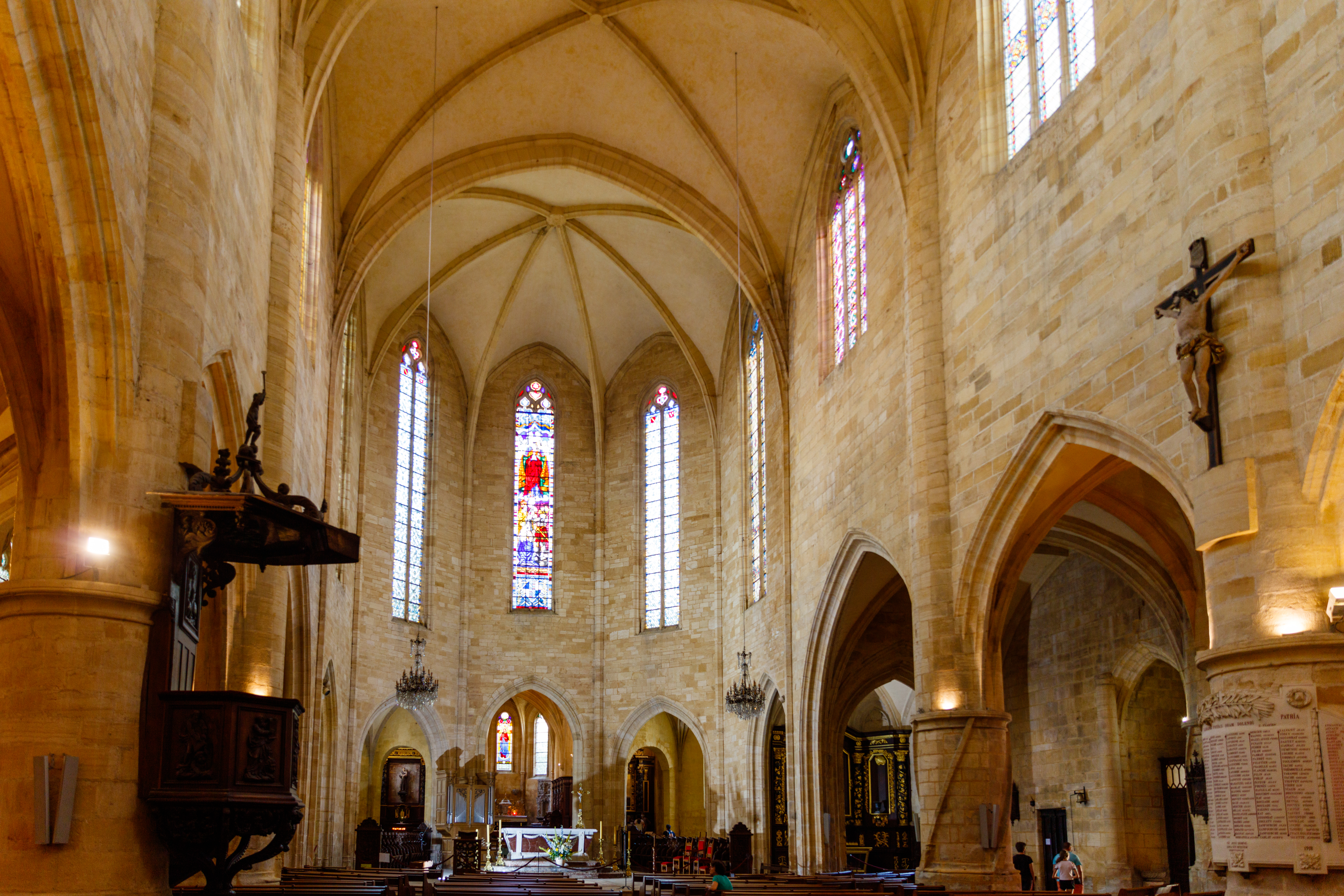
Langhaus und Chor

Die ehemalige Kathedrale von Sarlat (französisch Ancienne cathédrale St-Sacerdos) in der südfranzösischen Kleinstadt Sarlat-la-Canéda im Département Dordogne trägt das Patrozinium des hl. Sacerdos von Limoges. Sie war die Kathedrale des im Jahr 1801 aufgehobenen Bistums Sarlat und ist heute die römisch-katholische Hauptpfarrkirche der Stadt. Der spätgotische Kirchenbau gehört zum Bistum Périgueux und ist bereits seit dem Jahr 1840 als Monument historique anerkannt.

## Lage
Die ca. 180 km (Fahrtstrecke) östlich von Bordeaux bzw. ca. 150 km südöstlich von Angoulême in einer Höhe von ca. 180 m gelegene Altstadt Sarlat-de-Canéda gehört zu den bedeutendsten Sehenswürdigkeiten im Südwesten Frankreichs; seit dem Jahr 2002 steht sie auf der Tentativliste der UNESCO. Die ehemalige Kathedrale liegt inmitten der Altstadt mit ihren zahlreichen Renaissancehäusern.

## Geschichte
Die Geschichte der Stadt beginnt wahrscheinlich im 9. Jahrhundert mit der von Pippin I., einem Sohn Kaiser Ludwigs des Frommen, initiierten Gründung eines Benediktinerklosters, welches zu den sechs bedeutendsten Klöstern im Périgord gehörte. Karl III. ließ die Klosterkirche Ende des Jahrhunderts reparieren und nahm sie unter seinen besonderen Schutz. Um die Mitte des 10. Jahrhunderts wurden die Reliquien des Hl. Sacerdos in die Abtei transferiert (Reliquientranslation); von da an trug die Kirche das Patrozinium Saint-Sauveur et Saint-Sacerdos. Wenige Jahre später wurden angeblich auch die Gebeine des hl. Pardulfus von Gueret nach Sarlat verbracht, was den Ruhm des Ortes noch weiter verstärkte. Im Jahr 1153 wurde die Abtei direkt dem Heiligen Stuhl in Rom unterstellt. In den Jahren zwischen 1125 und 1160 erfolgte ein Neubau der Abteikirche im Stil der Romanik, von der noch der Glockenturm (clocher-porche) die Zeiten überdauert hat.
In den Jahren 1317/18 gründete der in Avignon residierende Papst Johannes XXII. – zusammen mit zahlreichen anderen Bistümern im Raum Aquitanien – das Bistum Sarlat. Während der Hugenottenkriege wurde im Jahr 1574 die nunmehrige Kathedrale verwüstet und alle Reliquien zerstreut; später wurden Teile davon wieder aufgefunden und erneut beigesetzt. Vor und während der Französischen Revolution gerieten sie jedoch in Vergessenheit und wurden erst im Jahr 1819 wiederentdeckt. Durch das Konkordat von 1801 zwischen Napoleon und dem Heiligen Stuhl wurde das Bistum endgültig aufgehoben.

## Architektur
Einziger erhaltener Teil der alten Abteikirche ist der Glockenturm, der in einer – nachträglich hinzugefügten und im Südwesten Frankreichs ungewöhnlichen – gebauchten barocken Haube mit aufsitzender Laterne endet. Im Jahr 1504 begann der Neubau der Kathedrale mit dem Abriss von Chor und Langhaus, doch bis zum Jahr 1519 war lediglich ein neuer – im Aufriss zweigeschossiger – Chor fertiggestellt; der übrige Bau (inklusive der neuen Chorgewölbe) wurde erst in den 1680er Jahren auf Betreiben des damaligen Bischofs François de Salignac de La Mothe-Fénelon vollendet, der jedoch wenige Jahre später Fürsterzbischof von Cambrai wurde. Die gotischen Kreuzrippengewölbe, deren Ansätze – ohne zwischengeschaltete Kapitelle – aus den seitlichen Rundpfeilern des Langhauses herauszuwachsen scheinen, stammen somit allesamt aus dem 17. Jahrhundert. Die Seitenschiffe enden auf Höhe des Choransatzes; sie sind also – auch wenn es optisch so scheint – nicht mit dem Chor verbunden.

## Ausstattung
Das Chorgestühl (stalles) in der Apsis stammt aus dem 17. Jahrhundert. Die Orgel wurde im Jahr 1752 von Jean-François L’Épine fertiggestellt. Die Glasfenster stammen allesamt aus dem 19. Jahrhundert, mehrere Scheiben sind dem Leben und dem Martyrium der hl. Philomena von Rom gewidmet.

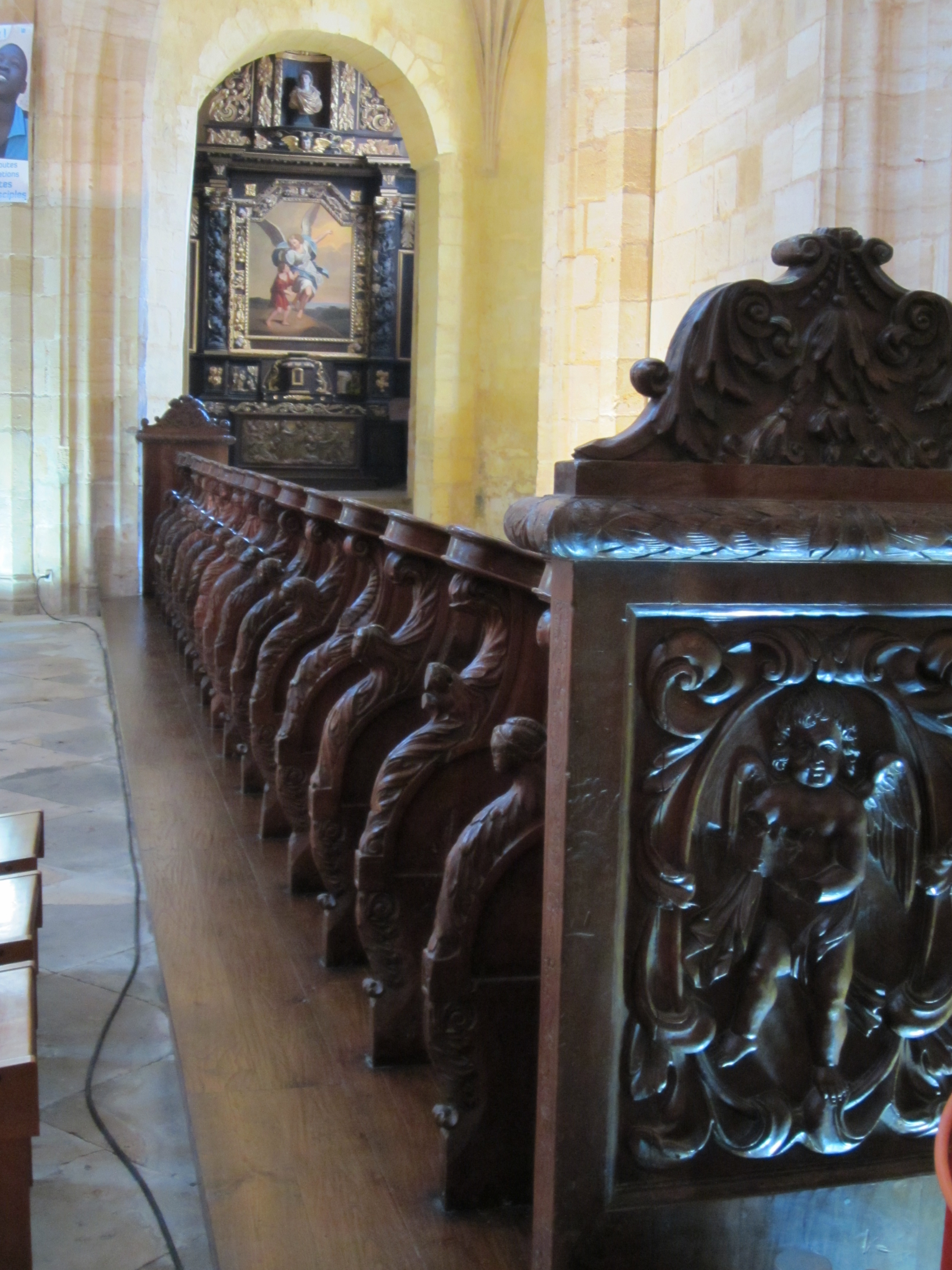
Chorgestühl (stalles)
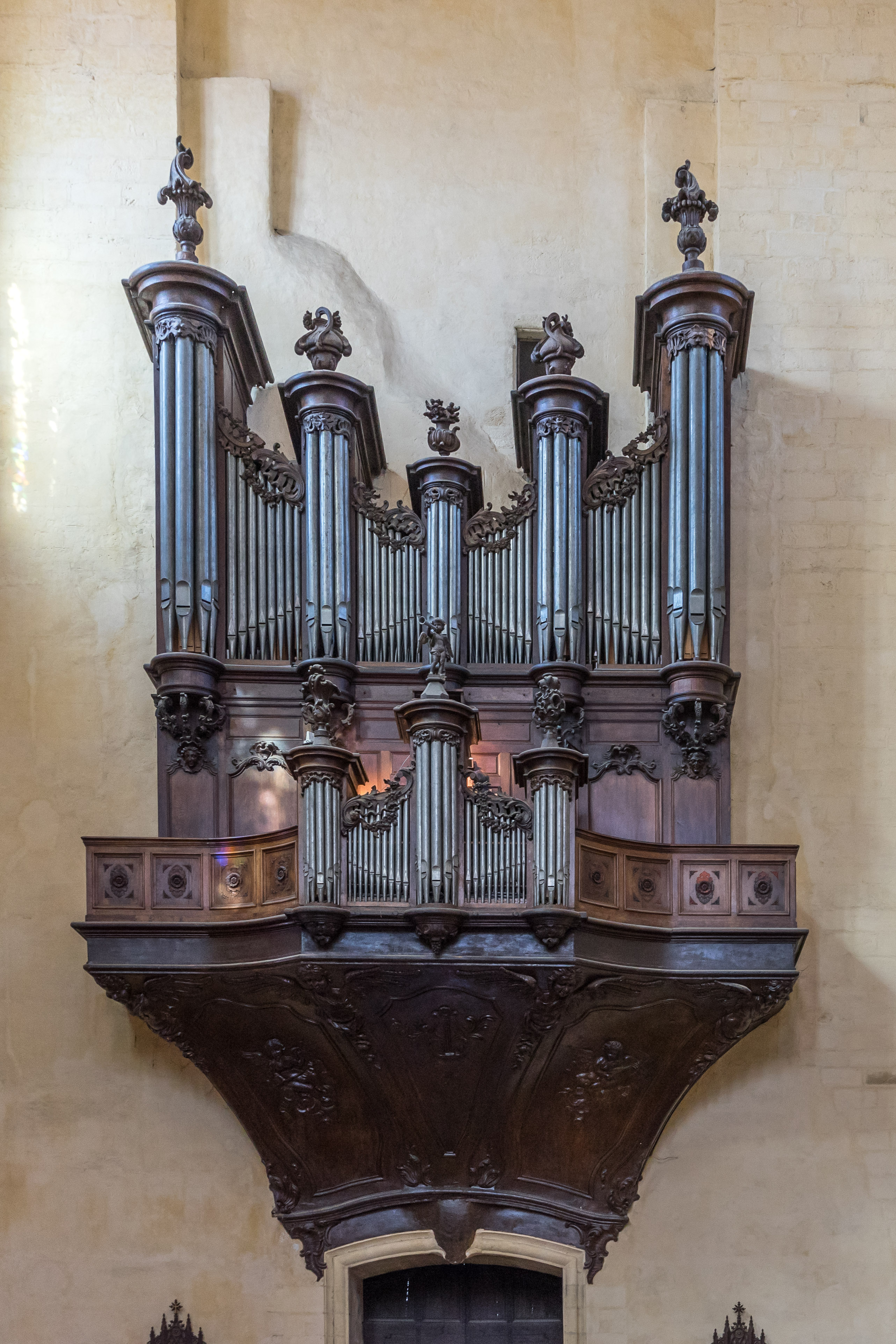
Orgel (orgue)
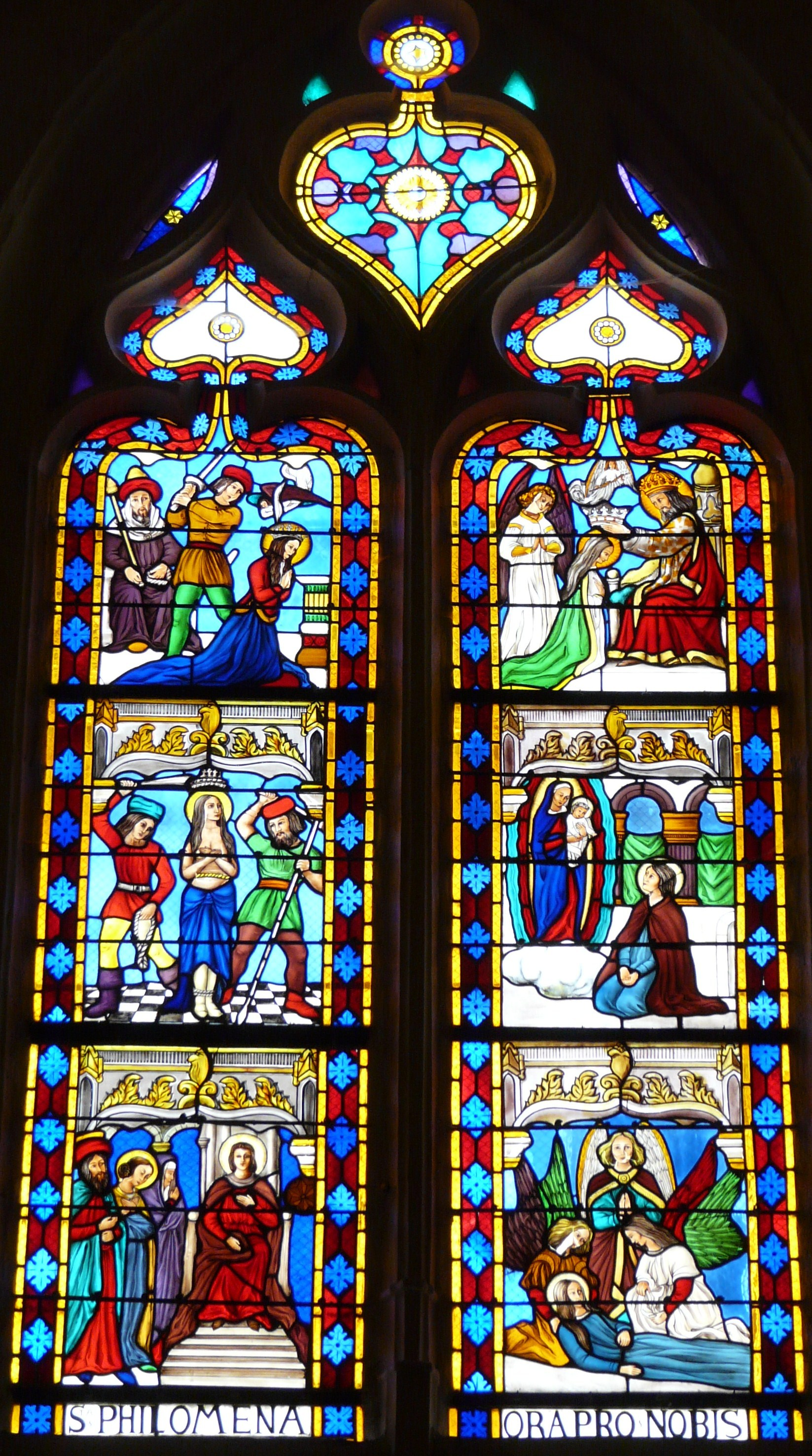
Glasfenster (vitrail)